# Ernesto Trenchard
Ernesto Trenchard (10 de abril de 1902, Woodley, Inglaterra - 12 de Abril de 1972 ??), Escritor protestante nacido en Inglaterra.

## Biografía
Hijo de labradores llegó interesarse por la literatura y el estudio debido a un accidente sufrido en la infancia que le obligó a guardar cama durante dos años, y que al final terminaría con la amputación de su pierna izquierda. A los diez años se convirtió al cristianismo y fue bautizado entre los quince y dieciséis años. Estudió en la Universidad de Bristol y allí se licenció en Ciencias. En 1922 conoció a un misionero que trabajaba en España, Thomas Rhodes, que despertó su interés por este país. En 1924, encomendado por las Asambleas de Hermanos llegó a Madrid (España), sostenido por él mismo. Trabajó en Málaga, Arenas de San Pedro, y Toledo, donde le sorprendió la Guerra Civil y se vio obligado a abandonar España, junto a familia. 
En 1947 pudo regresar definitivamente para ayudar a las congregaciones de Madrid, especialmente en el área de la enseñanza bíblica, por la que es mayormente recordado (CEB, Cursos de Estudio Bíblico). También colaboró con las Asambleas de Barcelona. Fue Presidente de la Alianza Evangélica Española (1953-1968), luchando por la defensa de los protestantes vejados por la abrumadora mayoría católica. Así surgió la Comisión de Defensa Evangélica. También fue Presidente de la Unión Bíblica (1953-69). Fundó la editorial Literatura Bíblica.
En 1963 asistió a la Primera Conferencia Misionera de las Asambleas de Hermanos en Argentina. Erudito, exégeta, fue miembro de la Asociación Tyndale para la Investigación Bíblica (Cambridge, Inglaterra). Colaboró en muchas revistas evangélicas, especialmente Edificación Cristiana (Madrid), Pensamiento Cristiano y Certeza (Buenos Aires).
Ejerció una poderosa influencia en el protestantismo español, especialmente en el campo de la exégesis y exposición bíblica, ciertamente inaugurado por él.

## Obras
- Bosquejos de doctrina fundamental
- Exposición del Evangelio según Marcos
- Consejos para jóvenes predicadores
- Exposición de la epístola a los Hebreros
- Los hechos de los apóstoles: un comentario
- Exposición de la epístola a los Gálatas
- Exposición de la epístola a los Romanos
- Exposición de la primera epístola a los Corintios
- Introducción a los Libros de la Sabiduría y una Exposición de Job
- Introducción a los Libros Proféticos e Isaías
- La Iglesia, las iglesias y la obra misionera
- El niño y la escuela dominical
- La familia cristiana
- Escogidos en Cristo
- Estudios de doctrina cristiana
- Normas de interpretación bíblica
- Bosquejos de doctrina bíblica.